# Wallacea

Mapa Wallacey (modře Weberova linie)

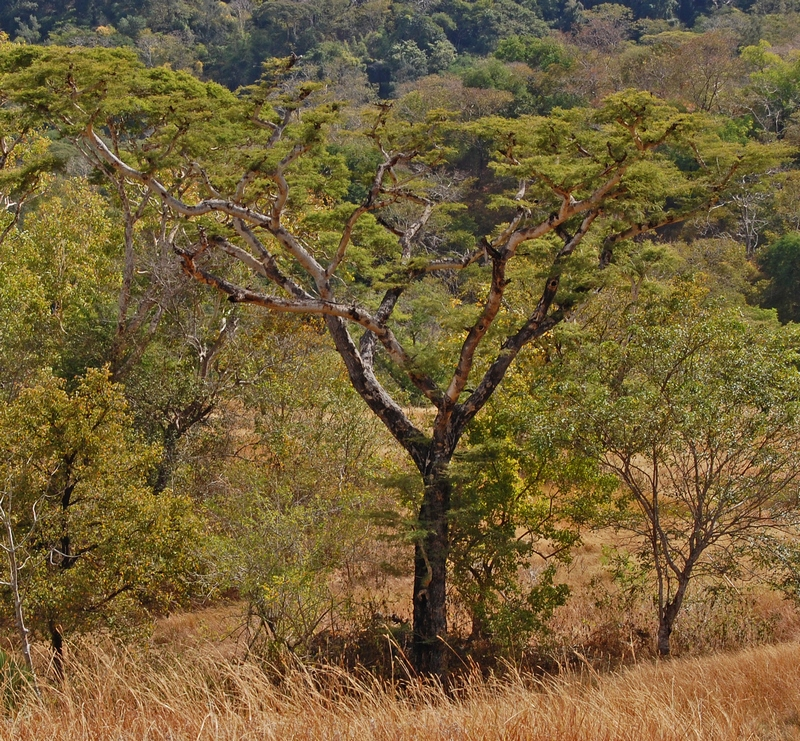
Akácie v lesnaté savaně na Timoru

Wallacea je biogeografický region, který zahrnuje Sulawesi s okolními menšími ostrovy, Sangihe, Moluky a většinu Malých Sund, jeho rozloha činí okolo 347 000 km², leží zde státy Indonésie a Východní Timor. Tvoří přechodnou zónu mezi indomalajskou a australasijskou oblastí: vyskytují se zde rostliny a živočichové z obou společenstev, mimořádně vysoké je také množství endemitů. Je to způsobeno tím, že při poklesu mořské hladiny v poslední době ledové ležely tyto ostrovy mezi pevninami Sundaland (výběžek Asie) a Sahul, obklopeny hlubokým oceánem, který mohla překonat jen zvířata schopná létat nebo plavat; na druhé straně se zde dokázaly udržet druhy, které na kontinentu podlehly konkurenci.
Wallacea je pojmenována podle britského přírodovědce Alfreda Russela Wallace, který jako první popsal specifičnost místní fauny. Západní hranici oblasti tvoří Wallaceova linie, probíhající mezi ostrovy Borneo a Sulawesi a Bali a Lombok. Na východě odděluje Wallaceu od ostrova Nová Guinea a Aruských ostrovů Lydekkerova linie. Weberova linie dělí Wallaceu na dvě části: v jedné převažují asijské druhy a v druhé australské. Dříve byly k Wallacei počítány také Filipíny, tuto domněnku však vyvrátil Ernst Mayr.
Wallacea má tropické podnebí, většinu území pokrývá deštný prales, pobřeží ostrovů lemují mangrovy a v okolním moři se nachází množství korálových útesů. Typickými místními druhy jsou babirusa, anoa, makak chocholatý, oviječ velký, papoušek amboinský, tabon přílbový, kakadu žlutolící, kruhoočko sangihské, varan komodský nebo ropucha celebeská. Pocházejí odsud světoznámé užitkové rostliny jako hřebíčkovec kořenný a muškátovník vonný. Pro Wallaceu je také charakteristická intenzivní sopečná činnost.